# آنتانیمناباکا
آنتانیمناباکا (به لاتین: Antanimenabaka) یک منطقهٔ مسکونی در ماداگاسکار است که در آندیلامنا واقع شده‌است. آنتانیمناباکا ۱۵٬۰۰۰ نفر جمعیت دارد و ۹۲۱ متر بالاتر از سطح دریا واقع شده‌است.